# 方黃吉雯
方黃吉雯，GBS，JP（1949年2月7日—），第10至12屆全國政協香港委員，前任香港市政局議員、香港立法局議員、香港行政會議成員，健康快车創會主席。

## 簡歷
方黃吉雯於1949年生於香港，祖籍廣東省新會。她曾入讀一所位於新界的小學，1960年畢業於灣仔區賽馬會官立小學上午校，原獲派入讀聖保羅男女中學。1960年至1968年入讀庇理羅士女子中學。從該校畢業後，於1968年前往英國留學於倫敦城市學院，學習會計學，且於1969年畢業。她是英格蘭及威爾士特許會計師協會會員、香港會計師公會會員及英國稅務特許協會會員。

### 專業經歷
1969年至1973年，方黃吉雯在英國 Thomson McLintock 會計師樓任職事務文員。1973年返回香港成為一個專業會計師，並加入安達信會計師事務所任職高級經理，1981年成為該事務所其中一個合夥人。在2002年至2007年間，她為普華永道會計師事務所（中國分部）的主席。2007年7月，她正式退休。

### 政治生涯
方黃吉雯在1983年至1989年間是市政局及區議會的議員，以及在1988年至1991年間為立法局議員。1988年，她被委任為太平紳士。1992年，她被委任為首批港事顧問。1993年至1997年間，方黃吉雯為香港特別行政區籌備委員會預備工作委員會、香港特別行政區籌備委員會及香港特別行政區第一屆政府推選委員會委員，為香港的政權交接擔任主動角色。
1995年，她創立香港明天更好基金，並在1995年至2001年間擔任行政總裁一職。此基金的作用為促進各界人士對香港在經濟及社會方面發展的信心，並為加強香港和中國與外國的溝通，增進相互的瞭解及合作。
1997年至2002年間，方黃吉雯被委任為行政會議成員。
方黃吉雯在卸下香港的政治職務後，於2003年起擔任第10、11、12屆中國人民政治協商會議委員。

## 個人生活
方黃吉雯於1975年結婚，丈夫為香港註冊會計師、前證監會主席方正。婚後育有1名生於1980年10月27日的女兒Bonnie。

## 背景
- 普華永道會計師事務所前主席
- 英格蘭及威爾斯特許會計師公會會員

## 榮譽
- 非官守太平紳士（1988年）
- 金紫荊星章（1999年）